# Ludovico Antonio Muratori
Ludovico Antonio Muratori (ur. 21 października 1672 w Vignola, zm. 23 stycznia 1750 w Modenie) – włoski uczony humanista, historyk pisarz i filozof XVIII wieku. 

## Życiorys
Urodzony w Vignola, nieopodal miasta Modena był kształcony na księdza, lecz głównie pracował jako archiwista i bibliotekarz w bibliotece Księstwa Modeny. Wydał: Rerum Italicarum scriptores (28 tomów, 1723-1751) i Antiquitates Italicae medii aevii (6 tomów, 1738-1742), mające w dużym stopniu charakter wydawnictw źródłowych. Napisał też Historię Włoch (Storia d’Italia, do początku XVIII w.) w latach (1744-1749) w 12 tomach.
Muratori był sławny zarówno jako jeden z tych myślicieli, którzy ułatwiali przepływ idei francuskiego oświecenia do Włoch, jak i z tak zwanego Kanonu Muratoriego, kanonu ksiąg biblijnych, który odnalazł jako bibliotekarz Biblioteki Ambrozjańskiej w Mediolanie w roku 1740. Była to najwcześniejsza ułożona lista ksiąg składających się na Nowy Testament. Zmarł w Modenie w roku 1750.
W roku 1950, Włochy wydały znaczek pocztowy z jego podobizną, honorując tym 200. rocznicę jego śmierci.